# Martorell
Martorell település Spanyolországban, Barcelona tartományban. Lakosainak száma 28 507 fő (2024).

## Földrajza
Martorell Abrera, Castellbisbal, Sant Andreu de la Barca, Castellví de Rosanes és Sant Esteve Sesrovires községekkel határos.

## Közlekedés
A település az FGC vasúttársaság Llobregat–Anoia-vasútvonalán fekszik, melyen Barcelona is könnyedén megközelíthető.

## Testvértelepülések
- Borgo a Mozzano
- Sant’Olcese

## Népesség
A település lakosságának változását az alábbi diagram mutatja:
| Lakosok száma | 808  | 4012 | 6078 | 7926 | 16 526 | 25 010 | 26 681 | 27 895 | 28 189 | 28 507 |
|               | 1717 | 1887 | 1936 | 1960 | 1986   | 2004   | 2009   | 2014   | 2019   | 2024   |